# CIM-10 Chapitre 22 : Codes d'utilisation particulière
Cet article développe le chapitre XXII de la classification internationale des maladies, CIM-10.

## U00-U49 Classement provisoire d'affections nouvelles d'étiologie incertaine
- (U04) Syndrome respiratoire aigu sévère [SRAS]
  - (U04.9) Syndrome respiratoire aigu sévère [SRAS], sans précision

## U80-U89 Agents bactériens résistant aux antibiotiques
- (U80) Agents résistant à la pénicilline et apparentés
  - (U80.0) Agents résistant à la pénicilline
  - (U80.1) Agents résistant à la méthicilline
  - (U80.8) Agents résistant à d'autres antibiotiques apparentés à la pénicilline

- (U81) Agents résistant à la vancomycine et apparentés
  - (U81.0) Agents résistant à la vancomycine
  - (U81.8) Agents résistant à d'autres antibiotiques apparentés à la vancomycine

- (U88) Agents résistant à de multiples antibiotiques

- (U89) Agents résistant à des antibiotiques autres et non précisés
  - (U89.8) Agents résistant à un seul autre antibiotique précisé
  - (U89.9) Agents résistant à un antibiotique non précisé